# Flávio Tavares (pintor)
Flávio Roberto Tavares de Melo (João Pessoa, 15 de fevereiro de 1950) é um pintor, cenógrafo e desenhista brasileiro.

## Vida e obra
Iniciou a sua formação no curso de pintura do artista Raul Córdula, na UFPB. Aos 18 anos, estudou com o pintor e gravador Hermano José. Abandonou o curso de Sociologia na UFPB para se dedicar exclusivamente à arte. Em 1976, publicou o álbum de desenhos O Pavão sem Mistério, para o qual Ziraldo escreveu um texto de apresentação. Aprimorou a técnica com estudos de pintura na Universidade de Yale, na Universidade de Connecticut e no Simon Rock College. Também estudou em Caiena (Guiana Francesa). Expôs suas obras em Berlim, em 1981, e em seguida em Jerusalém. Pintou cenários para peças teatrais, painéis e murais na Paraíba e em outros estados do Nordeste.
Autor de uma série de desenhos criticando a ditadura, e produz charges sobre os problemas políticos e sociais da Paraíba, do Brasil e do mundo.
Em 2018, foi homenageado pelo SESC da Paraíba com o lançamento do livro A Linha do Sonho, que analisa a presença de elementos populares, oníricos e mitológicos na sua obra. No mesmo ano, pintou o painel Brasil - O Golpe, em que retrata personagens da política contemporânea brasileira, como Dilma Rousseff.

## Exposições individuais
- 1986 – Centro de Arte do Neguev - Israel
- 1987 – Galeria Bonino - Rio de Janeiro
- 1988 – Escritório de Arte de Suzete Forte - João Pessoa
- 1988 - Banco do Equador e Consulado Brasileiro no Equador - Quito
- 1990 – Landengalerie - Berlim
- 1990 - Galeria Boi Só - João Pessoa
- 1992 – Em dia – Hamburgo, Alemanha
- 1992 – A linguagem das cores da luz - Hamburgo
- 1992 – Cafes des Promeneurs - Grenoble
- 1994 – Der Realism Verbindet Sie - Potsdam
- 1995 – Galeria Gamela - João Pessoa
- 1996 – 3º FLAAC - ECT Brasília
- 1997 – UNFOLDING PAPER, - Nova Délhi
- 2000 – Salão Municipal de Artes Plásticas - João Pessoa
- 2011 – Usina Cultural Energisa
- 2012 – Salão de Artes Visuais do SESC - João Pessoa[2]